# 34252 Orlovsky
34252 Orlovsky este o planetă minoră (asteroid) din centura de asteroizi. A fost descoperită pe 24 august 2000 la Experimental Test Site⁠(d) de Lincoln Near-Earth Asteroid Research. 
Obiectul prezintă o orbită caracterizată de o semiaxă mare de 2,449726 UAi, o excentricitate de 0,15, o înclinație de 2,20068 ° în raport cu ecliptica.